# 水田和幸
水田 和幸（みずた かずゆき、1955年11月29日- ）は、日本の元男子バレーボール選手。

## 来歴

### 高校時代
大阪商業大学附属高校バレー部のレギュラーとして活躍。高校3年の1973年のシーズンには、第1エースとして春高バレー（全国高等学校バレーボール選抜優勝大会）、高校総体、国体の3冠を達成している。

### 大学時代
高校卒業後、大阪商業大学に進学し、バレーボール部のレギュラーとして活躍。1975年には、全日本男女学生代表として、中国への遠征試合に派遣され、北京・南京・天津を転戦した。同年、東ドイツ、ブルガリアを招いての三国バレーボール試合に学生ながら日本代表に選ばれた。このほか、日本選抜メンバーも選ばれ試合をしており、日本選抜には大阪商業大学附属高校時代の同期である西岡秀人などが選ばれていた。

### 社会人時代
1978年に当時実業団リーグであった神戸製鋼所に入社し、バレーボール専門団の所属。1979年からはキャプテン・レギュラーとして活躍を続け、実業団リーグでは1979年、1981年、1984年に神戸製鋼所の優勝に貢献した。また日本リーグでも4シーズンプレーした。1979年には、USA国際招待大会ならびにユニバーシアード・メキシコ大会に日本代表として試合に出場した。特に、ユニバシアードメキシコ大会では、日本代表の背番号1番として主将を務め、チームを牽引し、日本男子は10カ国中、韓国、キューバについで3位の銅メダルを獲得している。1985年に現役を引退。1991年～1993年のシーズンには、神戸製鋼所バレー部の監督を務めた。

### 引退後
現在も神戸製鋼所の社員として勤務を続けるかたわら、兵庫県明石市でのバレー教室のコーチを務める。2010年4月より兵庫県加古川市の平荘湖アクア交流館の館長として赴任している。

## 家族
娘の水田祐未もバレーボール選手で現在久光製薬スプリングスに所属している。

## 脚註
1. ↑  その年の1973年シーズンの大商大附属高校のレギュラーは、水田和幸(３年）、湊記寿(３年）、西岡秀人(３年）、鶴徹朗(３年）、朝倉康好(３年）、中村治(２年）であった。このレギュラーメンバーの平均身長は187cmであった。同高は無敵であり、当時の関西学生リーグ１位の兄貴分でもある大阪商業大学とも互角に戦った。インターハイ優勝後、韓国の優勝・準優勝チームとの定期戦に於いても大新高校や仁川高校に勝利している。唯一の敗戦は、1972年の春高バレー決勝戦で崇徳高校に敗れた1試合のみである。
2. ↑  彼の在学期間中の大阪商業大学の全日本バレーボール大学男女選手権大会での成績は次の通り。
  - 1974年　準優勝（優勝＝中央大学）
  - 1975年　優勝（準優勝＝法政大学）
  - 1976年　ベスト4（優勝＝中央大学）
  - 1977年　優勝（準優勝＝東海大学）

また、この4年間、関西大学リーグ戦では無敗であった。
3. ↑  このときの日本男子学生代表チームのメンバーは、岡元、小笠原、藤浦、石木、水野、大場、花輪、積山、小田、家本、水田の11名。戦績は5勝2敗であった。
4. ↑  このときの日本代表は、大古誠司、猫田勝敏、横田忠義、西本哲雄、柳本晶一、嶋岡健治、小田勝美、田中幹保、花輪晴彦、岡元勝、水田和幸というメンバーであった。
5. ↑  1979年ユニバーシアードメキシコ大会の日本男子バレー代表のメンバーは次の通り。水田和幸、越智靖、松倉隆、前田敏彦、若月昇平、安藤文彦、沢田隆彦、吉田実、緒方良、小林幸彦、田中啓二、三橋栄三郎。
6. ↑  なお、神戸製鋼所バレー部は、阪神・淡路大震災後の1995年に廃部となっている。